# Ли, Райан (актёр)
Райан Ли (англ. Ryan Scott Lee; род. 4 октября 1996) — американский актёр кино и телевидения. Райан Ли наиболее известен  ролью Кэри в фантастический фильме режиссёра Дж. Дж. Абрамса и продюсера Стивена Спилберга «Супер 8» (англ. Super 8) 2011 и ролью Уоррена Харрисона в сериале «Третья жена» (англ. Trophy Wife).

## Биография
Райан Ли родился 4 октября 1996 года в Остине, штат Техас, США. Учился в Round Rock Independent School District (RRISD) .
Карьера Райана Ли начинает набирать обороты с 2011 года, с участия в съёмках «Супер 8» (англ. Super 8). В 2011 году Райан снимается в музыкальном клипе Дэвида Гетты «Titanium».

## Фильмография
| Год  | Русское название                           | Оригинальное название                             | Роль             | Примечания |
| ---- | ------------------------------------------ | ------------------------------------------------- | ---------------- | ---------- |
| 2008 | Короли вечера                              | Kings of the Evening                              |                  | фильм      |
| 2009 | Камень желаний                             | Shorts                                            |                  | фильм      |
| 2009 | Гари, тренер по теннису                    | Balls Out: Gary the Tennis Coach                  |                  | фильм      |
| 2011 | Легенда о вратах ада: Американский заговор | The Legend of Hell's Gate: An American Conspiracy | Джерал Флойд     | фильм      |
| 2011 | Супер 8                                    | Super 8                                           | Кэри Маккарти    | фильм      |
| 2012 | Любовь по-взрослому                        | This Is 40                                        | Джозеф           | фильм      |
| 2013 | Белый кролик                               | White Rabbit                                      | Стив             | фильм      |
| 2014 | Это, блин, рождественское чудо             | A Merry Friggin' Christmas                        | Рэнс             | фильм      |
| 2015 | Ужастики                                   | Goosebumps                                        | Чемпион («Чемп») | фильм      |
| 2017 | Любое лето закончится                      | All Summers End                                   | Тим              | фильм      |
| 2018 | Семья по-быстрому                          | Instant Family                                    | Райн             |            |